# Bogusław Szwedo
Bogusław Aleksander Szwedo (ur. 18 grudnia 1958 w Sobowie) – założyciel Radia Leliwa z siedzibą w Tarnobrzegu.
W latach 2004–2006 wykładowca w Państwowej Wyższej Szkoły Zawodowej w Tarnobrzegu, od 2007 był członkiem Rady Nadzorczej TVP, w 2009 pełniący obowiązki Prezesa Zarządu TVP S.A.

## Życiorys
W 1983 ukończył Politechnikę Rzeszowską. W czasie studiów w 1981 był jednym z redaktorów „Solidarności Rzeszowskiej” – regionalnego biuletynu informacyjnego NSZZ „Solidarność”. W latach 1983–1992 był nauczycielem przedmiotów zawodowych mechanicznych w Zespole Szkół Górniczych w Tarnobrzegu. Od 1992 założyciel i dyrektor Radia Leliwa. W 1998 po kursie zdał egzamin na członków Rad Nadzorczych Spółek z udziałem Skarbu Państwa. Następnie w latach 1999, 2002 i 2003 kończył studia podyplomowe na Akademii Ekonomicznej w Krakowie (kolejno z rachunkowości i finansów, ekonomiki zarządzania firmą oraz audytu i kontroli wewnętrznej). W latach 1998–2001 Prezes Tarnobrzeskiej Izby Przemysłowo-Handlowej, a w latach 1996–2001 członek Krajowej Izby Gospodarczej. W latach 2004–2006 był wykładowcą w Instytucie Przedsiębiorczości i Zarządzania Państwowej Wyższej Szkoły Zawodowej w Tarnobrzegu. Po 1998 członek lub przewodniczący rad nadzorczych m.in. Rejonu Dróg Miejskich Sp. z o.o. w Tarnobrzegu, PKS Staszów Sp. z o.o., Ponar-Silesia S.A.
Od 10 stycznia 2007 był członkiem Rady Nadzorczej TVP (jego kandydatura zgłoszona została przez przewodniczącą KRRiT Elżbietę Kruk). 16 września 2009 wybrany przewodniczącym tej rady. 19 września 2009 wybrany przez radę nadzorczą pełniącym obowiązki prezesa TVP w miejsce odwołanego z tej funkcji Piotra Farfała.
27 sierpnia 2010 Rada Nadzorcza powołała nowy zarząd pod przewodnictwem p.o. prezesa Włodzimierza Ławniczaka oraz odwołała swojego przewodniczącego, Bogusława Szwedo, i zawiesiła członka zarządu Przemysława Tejkowskiego. Szwedo oświadczył, że posiedzenie rady było nieważne.
Bogusław Szwedo jest członkiem Stowarzyszenia Dziennikarzy Polskich, Towarzystwa Naukowego Sandomierskiego i Rady Programowej Fundacji im. Księdza Kardynała Adama Kozłowieckiego „Serce bez Granic”. Od 2019 jest członkiem Rady Programowej Fundacji im. Ks. Jerzego Popiełuszko „Dobro”.
17 grudnia 2015 został odznaczony przez biskupa polowego Wojska Polskiego Józefa Guzdka Medalem Błogosławionego ks. Jerzego Popiełuszki. W 2005, za zasługi w działalności radiowej, odznaczony został Srebrnym Krzyżem Zasługi, a w 2019 Złotym Krzyżem Zasługi i Medalem Stulecia Odzyskanej Niepodległości. 26 stycznia 2017 został wybrany przez Radę Miasta Tarnobrzega w skład Kapituły Medalu Sigillum Civis Virtuti, 27 lutego 2019 uchwałą tego samego organu powołany został na Kanclerza Kapituły tego medalu. 12 grudnia 2021 został odznaczony Nagrodą im. Doktora Michała Marczaka „za wybitne osiągnięcia w dziedzinie regionalistyki”, przyznawaną przez Starostwo Powiatowe w Tarnobrzegu, Muzeum Historyczne Miasta Tarnobrzega i Tarnobrzeskie Towarzystwo Historyczne.
Pasjonat historii. Autor kilkuset artykułów i biogramów publikowanych m.in. w Polskim Słowniku Biograficznym, Encyklopedii katolickiej, słowniku Kawalerowie Virtuti Militari 1792-1945, Harcerskim Słowniku Biograficznym, Małopolskim słowniku uczestników działań niepodległościowych 1939-1956, Przemyskim słowniku biograficznym oraz czasopismach Almanachu Ziemi Limanowskiej, Janowskich Korzeniach, Naszej Służbie, Roczniku Mieleckim, Roczniku Tarnobrzeskim, Studiach Rzeszowskich, Tarnobrzeskich Zeszytach Historycznych, Włoszczowskich Zeszytach Historycznych, Zeszytach Nowodębskiego Towarzystwa Społeczno-Kulturalnego i Zeszytach Sandomierskich.
Książka „Wierni do końca. Kapelani wojskowi ofiary zbrodni katyńskiej” została nagrodzona Feniksem 2021 przez Stowarzyszenie Wydawców Katolickich.

## Publikacje książkowe
- (2020) Wierni do końca. Kapelani wojskowi ofiary zbrodni katyńskiej[19]
- (2019) Tarnobrzeski słownik biograficzny. Wpisani w historię miasta, T. 5[20]
- (2019) Kapelani wojskowi na drogach ku niepodległości. Sto biogramów na stulecie Biskupstwa Polowego w Polsce[21]
- (2017) Tarnobrzeski słownik biograficzny. Wpisani w historię miasta, T. 4[22]
- (2016) Tarnobrzeski słownik biograficzny. Wpisani w historię miasta, T. 3[23]
- (2015) Tarnobrzeski słownik biograficzny. Wpisani w historię miasta, T. 2[24]
- (2014) Słownik Legionistów Tarnobrzeskich, T. 1[25]
- (2013) Powstańcy styczniowi odznaczeni Orderem Wojennym Virtuti Militari[26]
- (2013) Tarnobrzeski słownik biograficzny. Wpisani w historię miasta, T. 1[27]
- (2013) Tarnobrzeski słownik katyński[28]
- (2011) Na bieżni i w okopach. Sportowcy odznaczeni Orderem Wojennym Virtuti Militari 1914-1921, 1939-1945[29]
- (2006) Kawalerowie Virtuti Militari 1792-1945, T. 2 (1914-1921), Cz. 3[30]
- (2004) Zawsze w pierwszej linii. Kapłani odznaczeni Orderem Virtuti Militari 1914-1921, 1939-1945[31]
- (2001) Kawalerowie Virtuti Militari Ziemi Sandomierskiej, T. 1[32]
- (2001) Kawalerowie Orderu Virtuti Militari ziemi tarnobrzeskiej[33]
- (2000) Kawalerowie Virtuti Militari ziemi niżańskiej[34]